# Vesna (hudební skupina)
Vesna je čistě ženská slovanská kapela, žijící v České republice, která kombinuje moderní pop music s prvky folklóru. Tvoří ji zpěvačka, skladatelka a textařka Patricie Kaňok, houslistka a vokalistka Bára Juránková, klávesistka Olesya Ochepovskaya, bubenice Markéta Mužátková a baskytaristka Tereza Čepková. V roce 2023 se kapela umístila na 10. místě v soutěži Eurovision s písní „My Sister's Crown“.

## Historie
Kapelu založila v roce 2016 Patricie Kaňok Fuxová. Nápad na založení čistě ženské skupiny, která by oslavovala ženskost a slovanství, dostala při studiích na konzervatoři. Spolu s ní v začátcích Vesnu tvořily ještě houslistka Bára Šůstková, flétnistka Andrea Šulcová a Tanita Yankova, se kterými se seznámila na Konzervatoři Jaroslava Ježka v Praze.

### 2017
První vydanou písní byla „Morana“, pojmenovaná po bohyni zimy a smrti, kterou nahrály ve spolupráci s Českým národním symfonickým orchestrem; dalšími singly byly „Mokoš“, „Vesna“ a „Živa“, pojmenované po bohyních podzimu, jara a léta.

### 2018
V roce 2018 skupinu opustily Šulcová a Yankovová, které nahradily klavíristka Olesya Ochepovskaya a bubenice Markéta Mužátková. V listopadu vydaly své debutové album Pátá Bohyně se 13 písněmi. S tímto albem byla skupina nominována v kategorii Objev roku v hudební ceně Anděl 2018.

### 2019–⁠2022
V lednu si kapelu vybrala skandinávská zpěvačka Aurora jako předskokana na svém koncertě ve Fóru Karlín. V červnu 2019 vydala skupina píseň „Bílá laň“ ve spolupráci s Věrou Martinovou a v červenci píseň „Bečva“ pojmenovanou po stejnojmenné řece ve spolupráci se zpěvačkou Zuzanou Smatanovou. 18. listopadu vydaly píseň „Nezapomeň“; na podzim roku 2019 skupina uspořádala své první klubové turné po Česku a Slovensku s názvem #MyaVy.
Během pandemie covidu-19 skupina pracovala na novém albu s názvem Anima; to vyšlo v říjnu roku 2020, obsahovalo 11 písní. Kapela se na desce zaměřila na archetypy zvířat, symboliku noční oblohy, ženské tělo, vnímání sebe sama nebo vyvážení mužsko-ženských světů.

### 2023
Skupina byla vybrána jako jeden z pěti účastníků finálového výběru, ze kterého vzešel interpret, který reprezentuje Česko na Eurovizi v roce 2023. Skupina se do soutěže přihlásila s písní „My Sister's Crown“ (Koruna mé sestry) a národní finále jednoznačně vyhrála; v hlasování o tom rozhodli tuzemští i zahraniční fandové a diváci.
Skupina se zúčastnila 1. semifinále, kde vystoupila v pořadí jako 13. z celkového počtu 15 soutěžících zemí. Na základě hlasování diváků, kdy se umístila na 4. místě, postoupila do sobotního finálového večera; ve finále obsadila celkové 10. místo z 37 účastnících se zemí. To byl druhý nejlepší výsledek České republiky na Eurovizi z celkového počtu 12 českých účastí.
Dne 14. května 2023, tedy den po finále Velké ceny Eurovize 2023 a na Den matek, kapela vydala singl Hej mami a EP MUZIKA, na kterém se objevuje jednak i píseň „Hej mami“, jednak další dvě nové písně: „Queen of Love“ a „Płakały“; EP obsahuje již vydanou akustickou verzi eurovizní písně „My Sister's Crown“.